# 滿族人名
滿族人名是指满族人的姓名。从女真时代至现代，经历了数百年间的巨变。

## 名字来源

### 个人名
满人在传统上使用满语人名。满语人名可能因年代久远，大多数都难以找到定义。一些学者试图对其进行分类。埃里希·海尼士它们划分成十六类包括动物、植物、品质等。清史学者陈接先将满族人名划分为七个主要类别:245。满人也有使用数字做名字的:243：常得自其诞生时父亲或祖父的年龄，或祖母的年龄:240。如那丹珠（七十）、乌云珠（九十），或用汉语，如六十七、七十五等。有些名字以-ngga/-ngge/-nggo结尾表示具备某种品质，也有使用蒙古语后缀-tai/-tu结尾的名字（表示具有某物、概念）:243。以“Songgotu”为例，在满语中，songgo为“哭”的词根。Songgotu之意，即为好哭。
尼堪（Nikan，意思是“汉人”）是一个后金时期常见的女真人名字。尼堪外兰是一个女真首领，与努尔哈赤敌对。:49努尔哈赤的孙子中也有一个名叫尼堪的亲王，乃是废太子褚英之子，是多尔衮的支持者。:902
清中期以后满人多用汉语名字。
下表列举数类名字。
| 类型        | 满文         | 拉丁转写 | 汉语译名举例   | 含义 |
| ----------- | ------------ | -------- | -------------- | ---- |
| 动物        |              |          |                |      |
| ᡝᠵᡝ         | eje          |          | 公牛           |      |
| ᠶᡝᠯᡠ        | yelu         |          | 野猪           |      |
| ᠠᡵᠰᠠᠯᠠᠨ     | arsalan      |          | 狮子           |      |
| 植物        |              |          |                |      |
| ᡶᠣᡩᠣ        | fodo         |          | 杨柳           |      |
| ᠮᠠᠴᠠ        | maca         |          | 蒜             |      |
| ᠣᡵᡥᠣᡩᠠ      | orhoda       |          | 人参           |      |
| 长幼排行    |              |          |                |      |
| ᡩᡠᡳᠴᡳ       | duici        |          | 第四           |      |
| ᡶᡳᠶᠠᠩᡤᡡ     | fiyanggū     | 费扬古   | 最小的         |      |
| 颜色        |              |          |                |      |
| ᠨ᠋ᡳᠣᠸᠠᠩᡤᡳᠶᠠᠨ | niowanggiyan |          | 绿             |      |
| ᠰᠠᡥᠠᠯᡳᠶᠠᠨ   | sahaliyan    |          | 黑             |      |
| 种族        |              |          |                |      |
| ᠨ᠋ᡳᡴᠠᠨ       | nikan        | 尼堪     | 汉人           |      |
| ᠰᠣᠯᡥᠣ       | solho        |          | 朝鲜人         |      |
| ᠣᠰᡝ         | ose          |          | 日本人         |      |
| 妖魔        |              |          |                |      |
| ᡳᠪᠠᡤᠠᠨ      | ibagan       |          | 怪兽           |      |
| ᡥᡠᡨᡠ        | hutu         |          | 妖魔           |      |
| ᠪᡠᡧᡠᡴᡠ      | bušuku       |          | 鬼魂           |      |
| 数字        |              |          |                |      |
| ᠨ᠋ᠠᡩᠠᠨᠵᡠ     | nadanju      | 那丹珠   | 70             |      |
| ᠵᠠᡴᡡᠨᠵᡠ     | jakūnju      | 札昆珠   | 80             |      |
| ᡠᠶᡠᠨᠵᡠ      | uyunju       | 乌云珠   | 90             |      |
| ᠮᡳᠩᡤᠠᠨ      | minggan      | 明安     | 1000           |      |
| 轻贱        |              |          |                |      |
| ᠸᠠᡴᡧᠠᠨ      | wakšan       |          | 蟾蜍（癞蛤蟆） |      |
| ᡤᡳᠣᡥᠣᡨᠣ     | giohoto      |          | 乞丐           |      |
| ᠸᠠᠯᡩᠠ       | walda        |          | 惹人厌的       |      |

### 家族名
传统上满人受蒙古人影响，称名不道姓，正式名字中通常不包含姓氏。然而为了表示家族源流，传统上满人有哈拉和穆昆的概念。哈拉和穆昆都表示血缘集团，穆昆是哈拉之下的次级区分。

## 历史

### 女真、后金及清初
早期满洲人单独使用名字，或将名字与头衔连用称呼，但不将姓氏和名字一齐称呼。例如在准噶尔之役中功勋显赫的满洲正白旗董鄂氏的费扬古，由于“费扬古（幼子）”是常见的名字，通常被称为"Fiyanggū be"（费扬古伯）。与汉人和欧洲人不同的是，满洲人的名字一般不与姓氏连用，只有少數例外（例如納蘭性德、完颜伟）。虽然有爱新觉罗·乌拉熙春等连姓带名称呼的例子，但都是现代的用法。需要指明自己的姓氏时，传统上满洲人一般用“Donggo hala-i Fiyanggū”（董鄂氏的费扬古）这样的说法。
有些兄弟间的名字在发音上是类似的。例如努尔哈赤（Nurhaci）、舒尔哈齐（Šurhaci）、穆尔哈齐（Murhaci）兄弟。再比如，某家族的兄弟名字为：Ulušun、Hūlušun、Ilušun、Delušun、Fulušun和Jalušun。

### 清中期
自清初以来，满族逐渐倾向于采用两字的漢語名（不包括姓氏），再将其音译为满语。例如乾隆帝的满文名字叫“Hung lii”，就是派生自其汉语名“弘历”。上层人物满文名字倾向于将两个音节分写为两个词，而平民倾向于两个音节连写成一个词。
至乾隆时期，传统滿族姓氏与汉族习俗结合，形成了随名姓。乾隆帝为避免这种汉化现象，曾特意下旨，要求大臣阿桂家子孙不得效法。在后宫中，他又将自己妃嫔的单字姓改为“某佳氏”，使其满化。
滿族的男性名稱多用阿,保等字後綴。

### 现代
辛亥革命后，许多满人将传统上的滿族姓氏改为汉姓，有一些是依据音节改为单字姓，另一些特殊的改姓是隨名姓。现代满族人普遍使用汉名。

## 翻译
由於漢語資料中，满族人名音譯並沒有一定的標準，从他们的汉语音译重建原始满语拼写是有困难的。另一方面，同一个满语名字，有多种读音相去甚远的汉语翻译，如“Songgotu”一名，被翻译为松果托、松俄托、松古图、索额图等。即使是同一人物在官方文件仍无固定的汉语译名。现代研究者对傅恒之子福灵安进行的研究中，发现官方的满文、汉文档案中，福灵安的满文名字译为汉文时，书写者往往随意为之，产生了至少六种汉语译名。此类现象，在清代文献中是为常见。另一种特殊情况是，在不清楚满文原文的状态下，两个满文译名因音节相近，被误认为来源于同一人。如努尔哈赤的两位妾室代因扎、塔因查被误认为同一人:151。
在满人正式名字不包含姓氏的背景下，有时候一个满族名字音译为汉语后，第一个字常被误解为汉名的姓氏。比如，编写了游记《异域录》的满族官员图丽琛，常被误认为是汉人。

## 音节分界
由于汉语官话发音不符合传统的满语音节惯例，音译汉语的名字，如果多个音节连写，会有确定音节的边界的问题（每个音节分写则无此问题）。例如“广应”和“关庆”如果写成一个词，在满文中默认都会写作ᡤᡠᠸᠠᠨᡴᡳᠩ（Guwang-ing/Guwan-king）。针对这个问题，满文中可以将ng的部分和后续的i分开写（也可看作插入一个字母a），成为ᡤᡠᠸᠠᠩ᠇ᡳᠩ（Guwang'ing）。在Unicode编码中为该音节分隔标记设置了码位：该标记称为“蒙古语锡伯语音节边界标记”（U+1807），用于锡伯文和满文，其形状与字母a的词中形相同:536。